# 安東尼夫斯基鐵路橋
安東尼夫斯基鐵路橋（羅馬化：Antonivs'kyi zaliznychnyi mist），又译为安东尼夫卡铁路桥，或按俄語名譯安東諾夫斯基鐵路橋（俄语：Антоновский железнодорожный мост），是一座橫跨烏克蘭南部赫爾松州赫爾松第聶伯河，經營敖德薩鐵路局赫爾松－第聶伯鐵路線的鐵路橋。這座橋為單線非電氣化的桁架橋。

## 歷史
20世紀初，俄羅斯帝國時期，由於第聶伯河河運成本高，與及當地農民能希望將更多的產品從第聶伯河左岸帶到赫爾松的市場和集市，赫爾松市和省政府意識到連接第聶伯河兩岸的經濟和物流可行性，故開發了幾個橋樑項目，他們想在現代赫爾松河港地區建造橋樑結構。但由於缺乏足夠資金，加上官僚主義，塔夫里亞省和赫爾松省皆推卸承擔建造橋樑的費用和責任。爭論仍未結束時，第一次世界大戰爆發，再加上1917年俄國革命，就沒有時間搭橋了。
1930年代中期，蘇聯首次審議和批准第聶伯河右岸與左岸的連接項目。該項目設想通過一條橫跨第聶伯河的便捷鐵路將烏克蘭南部地區與克里米亞連接起來。經過短暫的籌備期後，於1939年在距離安東尼夫卡6公里開始建設鐵路橋。最初支架安裝在岸上，但德蘇戰爭打亂了建設計劃，然後赫爾松地區經過佔領和解放，計劃經歷國民經濟恢復的艱難時期。
一個鮮為人知的事實是，在1941年第二次世界大戰期間，納粹德國佔領者另外開展了鐵路橋的建設。由於意識形態的原因，這座德國橋在蘇聯時期沒有被提及。1942年，德國國防軍開始籌備修建鐵路橋，該橋也計劃建在安東尼夫卡附近。在同一個地方，當初蘇聯所建的第聶伯河右岸的堤防、隧道和其他結構仍然存在，德軍利用了這些結構。
這個過境點是為確保貨物運輸到克里米亞，並進一步通過刻赤海峽到達高加索地區。1943年初春開始施工。首先，在兩岸之間建造了一座浮橋，上面有兩輛纜車。在此道口前專門鋪設了一條鐵路，用於運送貨物和建築材料。建設歷時8個月，由戰俘從事艱鉅而危險的工作，最終建成一座2公里長的鐵路橋。其在水面上的高度高達10米。鐵路橋於1943年11月2日正式開通，該結構被認為是納粹在第二次世界大戰期間在被佔領土所建造最大的鐵路橋，花費了德國佔領者4500萬德國馬克。七根鋼筋混凝土柱支撐著整個結構。但鐵路橋只運作了50天。1943年12月18日，蘇軍進攻赫爾松地區左岸時鐵路橋被炸毀。在赫爾松洪氾區仍能能夠看到長達32米的橋樁遺跡。
二戰後1949年，工人在戰亂後重返工作崗位，蘇聯政府重新審議鐵路橋的設想，這一重要戰略建設委託給了鐵路團，該團在克服水障礙和恢復交通設施方面有相當豐富的經驗，但鐵路團很多時間都花在清理德國橋的殘骸上。建設的5年期間，鐵路團在第聶伯河上建造了一座近1千米長的橋樑和一條可靠的多公里路堤。一座村莊在這兒發展，一個工業用地被創造出來。1954年12月12日中上午12時，連接烏克蘭南部右岸與克里米亞的鐵路橋正式開通。

## 俄烏戰爭
在俄羅斯全面入侵烏克蘭期間，鐵路橋是第聶伯河右岸供應俄羅斯入侵者的重要運輸動脈。2022年7月26日，烏軍導彈襲擊並破壞了這座橋。與此同時，第聶伯河下游的安東諾夫斯基大橋也受到第三次導彈襲擊而受損。